# Valrubicină
Valrubicina este un agent chimioterapic din clasa antraciclinelor și este utilizat în tratamentul unor forme de cancer, precum cancerul vezical. Este un derivat de doxorubicină. Calea de administrare disponibilă este cea intravenoasă (intravezical).